# Charles Becquet
Pour les articles homonymes, voir Becquet.
Ne pas confondre avec Charles-François Becquet (faïencier)
Charles Becquet est un homme politique français, né le 1er août 1804 à Asnières-sur-Oise (Seine-et-Oise), et mort le 27 novembre 1870 à Haguenau (Bas-Rhin).
Conservateur des forêts à Haguenau, il est élu député du Bas-Rhin en 1852, mais doit démissionner rapidement, sa fonction de conservateur étant incompatible avec celle de député.

### Sources
- « Charles Becquet », dans Adolphe Robert et Gaston Cougny, Dictionnaire des parlementaires français, Edgar Bourloton, 1889-1891 [détail de l’édition]